# Kap Davidson
Kap Davidson ist ein Kap, das den südlichsten Abschnitt der Mackenzie-Halbinsel und die Westseite der Einfahrt zur Wilton Bay im Westteil von Laurie Island im Archipel der Südlichen Orkneyinseln markiert.
Kartiert wurde es 1903 bei der Scottish National Antarctic Expedition (1902–1904) unter der Leitung von William Speirs Bruce. Bruce benannte das Kap nach Robert Davidson (* 1861), Expeditionsmitglied und Erster Maat auf dem Schiff Scotia.